# ドロタ・シフィニェビッチ
ドロタ・シフィニェビッチ（Dorota Świeniewicz、女性、1972年7月27日 - ）は、ポーランドの元女子バレーボール選手。現役時代のポジションはアウトサイドヒッター。元ポーランド代表。

## 来歴
- クラブチーム

グウシツァ出身。1988年、MKS IgnerHome Volley Świdnicaへ入団。1993年、BKS BOSTIK Bielsko-Białaへ移籍。1993/94シーズンと1994/95シーズンの国内リーグで準優勝を、1995/96シーズンはリーグ優勝を果たした。1997/98シーズンからはイタリアセリエA1のパッラヴォーロ・シリオ・ペルージャへ移籍し中心選手として活躍。1998/99、1999/00シーズンのセリエA1リーグで3位となった。2002/03シーズンのセリエA1リーグではチームの初優勝に貢献した。2003/04シーズンは欧州チャンピオンズリーグで準優勝した。2004/05シーズンはセリエA1リーグ、イタリアカップ、Challenge Cupでタイトルを獲得。Challenge Cupでは大会のMVPに選ばれた。2005/06シーズンは欧州チャンピオンズリーグで金メダルを獲得した。2006/07シーズンは再びポーランドリーグのBKS BOSTIK Bielsko-Białaでプレーし国内リーグ3位となった。2007/08シーズンはスペインリーグのClub 15-15へ移籍しリーグ準優勝した。2008/09シーズンはイタリアセリエA1のSanteramo Sportでプレーした。2009/10シーズンは再びBKS BOSTIK Bielsko-Białaでプレーしリーグ優勝を果たした。2010/11シーズンからはアトム・トレフル・ソポトへ移籍し、2年間プレーした。2011/12シーズンをもって現役を引退した。
- 代表チーム

アンダーカテゴリーの代表として1990年のジュニア欧州選手権に出場。1991年、シニアのポーランド代表に初選出された。2003年、欧州選手権に出場し金メダルを獲得。2004年、ワールドグランプリに出場した。2005年の欧州選手権ではチームの得点源として活躍し2大会連続の金メダルを獲得へ導き、自身はベストスコアラー賞と大会MVPを受賞した。同年11月のワールドグランドチャンピオンズカップに出場した。2007年、代表チームの主将を務め同年のワールドグランプリでは初のファイナル進出に貢献した。2009年、代表復帰し主将としてモントルーバレーマスターズ、ワールドグランプリに出場した。

## 球歴
- グラチャン - 2005年
- ワールドグランプリ - 2004年、2007年、2009年
- 欧州選手権 - 2003年、2005年、2007年

## 受賞歴
- 2005年 2004/05 Challenge Cup  MVP
- 2005年 欧州選手権 MVP、ベストスコアラー賞
- 2006年 2005/06欧州チャンピオンズリーグ　ベストレシーバー賞

## 所属クラブ
- MKS IgnerHome Volley Świdnica（1988-1993年）
- BKS BOSTIK Bielsko-Biała（1993-1997年）
- パッラヴォーロ・シリオ・ペルージャ（1997-2006年）
- BKS BOSTIK Bielsko-Biała（2006-2007年）
- Club 15-15（2007-2008年）
- Santeramo Sport（2008-2009年）
- BKS BOSTIK Bielsko-Biała（2009-2010年）
- アトム・トレフル・ソポト（2010-2012年）